# Trichoglottis sororia
Trichoglottis sororia är en orkidéart som beskrevs av Rudolf Schlechter. Trichoglottis sororia ingår i släktet Trichoglottis och familjen orkidéer. Inga underarter finns listade i Catalogue of Life.